# ليونيل لورد
ليونيل لورد (بالهولندية: Lionel Lord)‏ (3 نوفمبر 1980 بفليسنجن في هولندا - ) هو لاعب كرة قدم هولندي في مركز الهجوم. لعب مع أوستينده وفورتونا سيتارد ونادي دوردريخت ونادي كامبور ونادي هيرنفين وS.C. Eendracht Aalst ‏ وSportfreunde Siegen ‏.

## وصلات خارجية
- ليونيل لورد على موقع قاعدة بيانات كرة القدم.إي يو (الإنجليزية)